# André Bergdølmo
André Bergdølmo (Oslo, 1971. október 13. –) norvég válogatott labdarúgó.
A norvég válogatott tagjaként részt vett a 2000-es Európa-bajnokságon.
Jelenleg a Kongsvinger IL Toppfotball csapatának vezetőedzője.

## Sikerei, díjai
Rosenborg
- Norvég bajnok (4): 1997, 1998, 1999, 2000
- Norvég kupagyőztes (1): 1999

Ajax
- Holland bajnok (1): 2001–02
- Holland kupagyőztes (1): 2001–02
- Holland szuperkupagyőztes (1): 2002

FC København
- Dán bajnok (1): 2005–06
- Royal League győztes (2): 2004–05, 2005–06